# Redi Kasa
Redi Kasa (Parma, 1º settembre 2001) è un calciatore albanese con cittadinanza italiana, attaccante dell'Egnatia.

## Carriera
Kasa si forma nel settore giovanile del Parma, senza però riuscire a debuttare in prima squadra. Nel gennaio del 2021 passa in prestito alla Fermana, con cui gioca una sola partita di Serie C. 
Rimasto svincolato nell'estate successiva, il 28 luglio 2021 viene tesserato dal Septemvri Sofia, con cui vince la seconda serie bulgara. 

## Statistiche

### Presenze e reti nei club
Statistiche aggiornate al 26 ottobre 2023.
| Stagione               | Squadra                | Campionato             | Campionato | Campionato | Coppe nazionali | Coppe nazionali | Coppe nazionali | Coppe continentali | Coppe continentali | Coppe continentali | Altre coppe | Altre coppe | Altre coppe | Totale | Totale |
| Stagione               | Squadra                | Comp                   | Pres       | Reti       | Comp            | Pres            | Reti            | Comp               | Pres               | Reti               | Comp        | Pres        | Reti        | Pres   | Reti   |
| ---------------------- | ---------------------- | ---------------------- | ---------- | ---------- | --------------- | --------------- | --------------- | ------------------ | ------------------ | ------------------ | ----------- | ----------- | ----------- | ------ | ------ |
| 2020-feb. 2021         | Parma                  | A                      | 0          | 0          | CI              | 0               | 0               | -                  | -                  | -                  | -           | -           | -           | 0      | 0      |
| feb.-giu. 2021         | Fermana                | C                      | 1          | 0          | -               | -               | -               | -                  | -                  | -                  | -           | -           | -           | 1      | 0      |
| 2021-gen. 2022         | Septemvri Sofia        | VL                     | 13         | 8          | CB              | 1               | 0               | -                  | -                  | -                  | -           | -           | -           | 14     | 8      |
| gen.-giu. 2022         | Carsko Selo            | PL                     | 6+6        | 0+1        | CB              | -               | -               | -                  | -                  | -                  | -           | -           | -           | 12     | 1      |
| 2022-gen. 2023         | Septemvri Sofia        | PL                     | 14         | 1          | CB              | 0               | 0               | -                  | -                  | -                  | -           | -           | -           | 14     | 1      |
| Totale Septemvri Sofia | Totale Septemvri Sofia | Totale Septemvri Sofia | 27         | 9          |                 | 1               | 0               |                    | -                  | -                  |             | -           | -           | 28     | 9      |
| gen.-giu. 2023         | Egnatia                | KS                     | 17         | 4          | CA              | 5               | 1               | -                  | -                  | -                  | -           | -           | -           | 22     | 5      |
| lug.-ago. 2023         | Egnatia                | KS                     | 1          | 0          | CA              | 0               | 0               | UECL               | 2                  | 1                  | SA          | 0           | 0           | 3      | 1      |
| Totale Egnatia         | Totale Egnatia         | Totale Egnatia         | 18         | 4          |                 | 5               | 1               |                    | 2                  | 1                  |             | 0           | 0           | 25     | 6      |
| 2023-2024              | Olimpia Lubiana        | 1. SNL                 | 2          | 0          | CS              | 0               | 0               | UCL+UEL+UECL       | 0+0+2              | 0                  | -           | -           | -           | 4      | 0      |
| Totale carriera        | Totale carriera        | Totale carriera        | 60         | 14         |                 | 6               | 1               |                    | 4                  | 1                  |             | 0           | 0           | 70     | 16     |

## Palmarès

### Club

#### Competizioni nazionali
- Coppa d'Albania: 1

Egnatia: 2022-2023
- Supercoppa d'Albania: 1

Egnatia: 2024
- Campionato albanese: 1

Egnatia: 2024-2025